# Astragalus inquilinus
Astragalus inquilinus är en ärtväxtart som beskrevs av Maassoumi. Astragalus inquilinus ingår i släktet vedlar, och familjen ärtväxter. Inga underarter finns listade i Catalogue of Life.